# Kreis Gostyn

Der Kreis Gostyn

Der Kreis Gostyn am Südrand der preußischen Provinz Posen bestand in der Zeit von 1887 bis 1919. Das ehemalige Kreisgebiet gehört heute zur polnischen Woiwodschaft Großpolen.

## Größe
Der Kreis Gostyn hatte eine Fläche von 601 km².

## Verwaltungsgeschichte
Am 1. Oktober 1887 wurde im Regierungsbezirk Posen aus dem Nordteil des aufgelösten Kreises Kröben und einem kleinen Teil des Kreises Schrimm der Kreis Gostyn gebildet. Sitz des Landratsamtes und Kreisstadt wurde die Stadt Gostyn.
Am 27. Dezember 1918 begann in der Provinz Posen der Großpolnische Aufstand der polnischen Bevölkerungsmehrheit gegen die deutsche Herrschaft, und bis auf ein kleines an Schlesien grenzendes Stückchen westlich der Stadt Punitz war das Kreisgebiet bereits nach wenigen Tagen unter polnischer Kontrolle.
Am 28. Juni 1919 trat die deutsche Regierung mit der Unterzeichnung des Versailler Vertrags den Kreis Gostyn an das neu gegründete Polen ab. Deutschland und Polen schlossen am 25. November 1919 ein Abkommen über die Räumung und Übergabe der abzutretenden Gebiete, das am 10. Januar 1920 ratifiziert wurde. Die Räumung des unter deutscher Kontrolle verbliebenen Teilstückes und Übergabe an Polen erfolgte zwischen dem 17. Januar und dem 4. Februar 1920.

## Einwohnerentwicklung
| Jahr | Einwohner | Quelle |
| ---- | --------- | ------ |
| 1890 | 39.135    |        |
| 1895 | 40.966    | [ 1 ]  |
| 1900 | 42.858    | [ 2 ]  |
| 1910 | 48.326    | [ 2 ]  |

Von den Einwohnern der Kreises im Jahre 1890 waren etwa 70 % Polen und 30 % Deutsche. Ein großer Teil der deutschen Einwohner verließ nach 1919 das Gebiet.

## Politik

### Landräte
1887–18930Jaroslaw von Jarotzky
1893–19190Richard Lucke

### Wahlen
Der größte Teil des Kreises Gostyn gehörte zusammen mit dem Kreis Rawitsch zum Reichstagswahlkreis Posen 5. Der Wahlkreis wurde bei den Reichstagswahlen zwischen 1887 und 1912 von Kandidaten der Polnischen Fraktion gewonnen:
- 188700Adam Fürst Czartoryski
- 189000Adam Fürst Czartoryski
- 189300Adam Fürst Czartoryski
- 189800Idzizlaw Czartoryski
- 190300Joseph von Mycielski
- 190700Anton Stychel
- 191200Anton Stychel

## Kommunale Gliederung
Zum Kreis Gostyn gehörten am 1. Januar 1908 die vier Städte Gostyn, Kröben, Punitz und Sandberg. Die restlichen (Stand 1908) 84 Landgemeinden und 73 Gutsbezirke waren zu Polizeidistrikten zusammengefasst.

## Gemeinden
Am Anfang des 20. Jahrhunderts gehörten die folgenden Gemeinden zum Kreis:
| - Alt Gostyn - Alt Kröben - Babkowitz - Bodzewko - Bodzewo (1939 bis 1945 Bodenstätt) - Bonczylas - Brzezie - Bukownica - Chwalkowo - Ciolkowo - Czachorowo - Czajkowo - Czarkowo - Czeluscin - Daleschin - Deutschrode - Domachowo - Drzentschewo - Drzewce - Dusin - Dzientschin - Gembitz | - Gogolewo - Gola - Gostyn, Stadt - Grabianowo - Grabonog - Grodnitza - Grodzisko - Groß Lenka - Groß Strzelce - Jänisch - Jawory - Karzec - Klein Lenka - Klein Strzelce - Kokoschki - Kolaczkowice - Kossowo - Koszkowo - Krajewitz - Kröben, Stadt - Krzyzanki - Kutschina | - Kutschinka - Lafajettowo - Lipie - Ludwigshof - Ludwinowo - Magdalenowo - Michalowo - Miechcin - Niepart - Oczkowice - Ostrowo bei Gostyn - Pasierby - Pempowo - Pijanowice - Podrzecze - Possadowo - Potarzyce - Przyborowo - Pudlischki - Punitz, Stadt - Raschewy - Rembowo | - Rogowo - Rokossowo - Sandberg, Stadt - Sarbinowo - Seide - Siedlec - Siemowo - Sikorzyn - Skoraszewice - Smilowo - Smogorzewo - Smolitz - Strumiany Hauland - Sulkowitz - Szurkowo - Wilkonice - Wycislowo - Zalesie - Ziemlin - Ziolkowo - Zychlewo |

Zu Beginn des 20. Jahrhunderts wurden mehrere Ortsnamen eingedeutscht.